# Triforiu

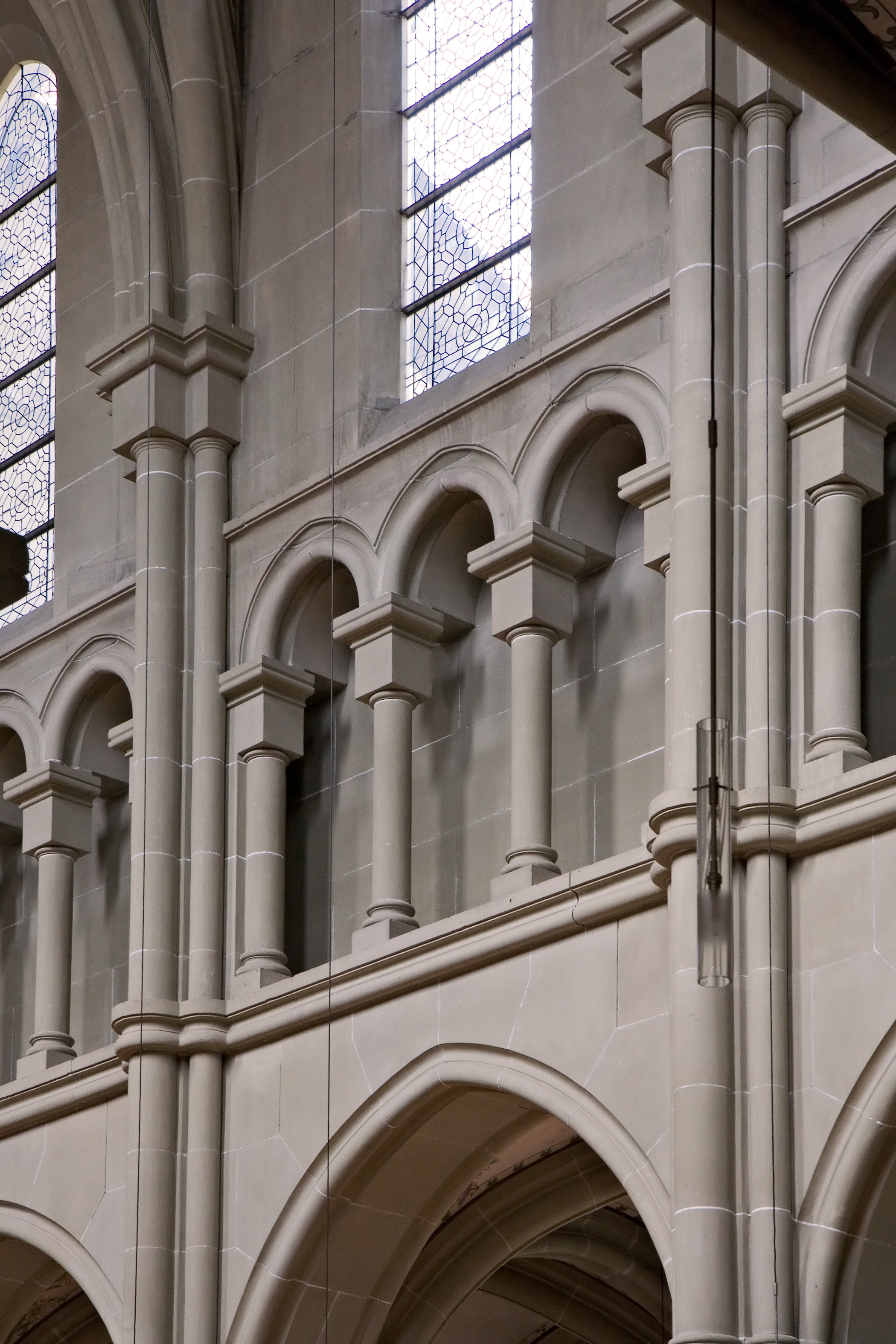
Triforiu în biserica neogotică St. Peter und Paul din Berna

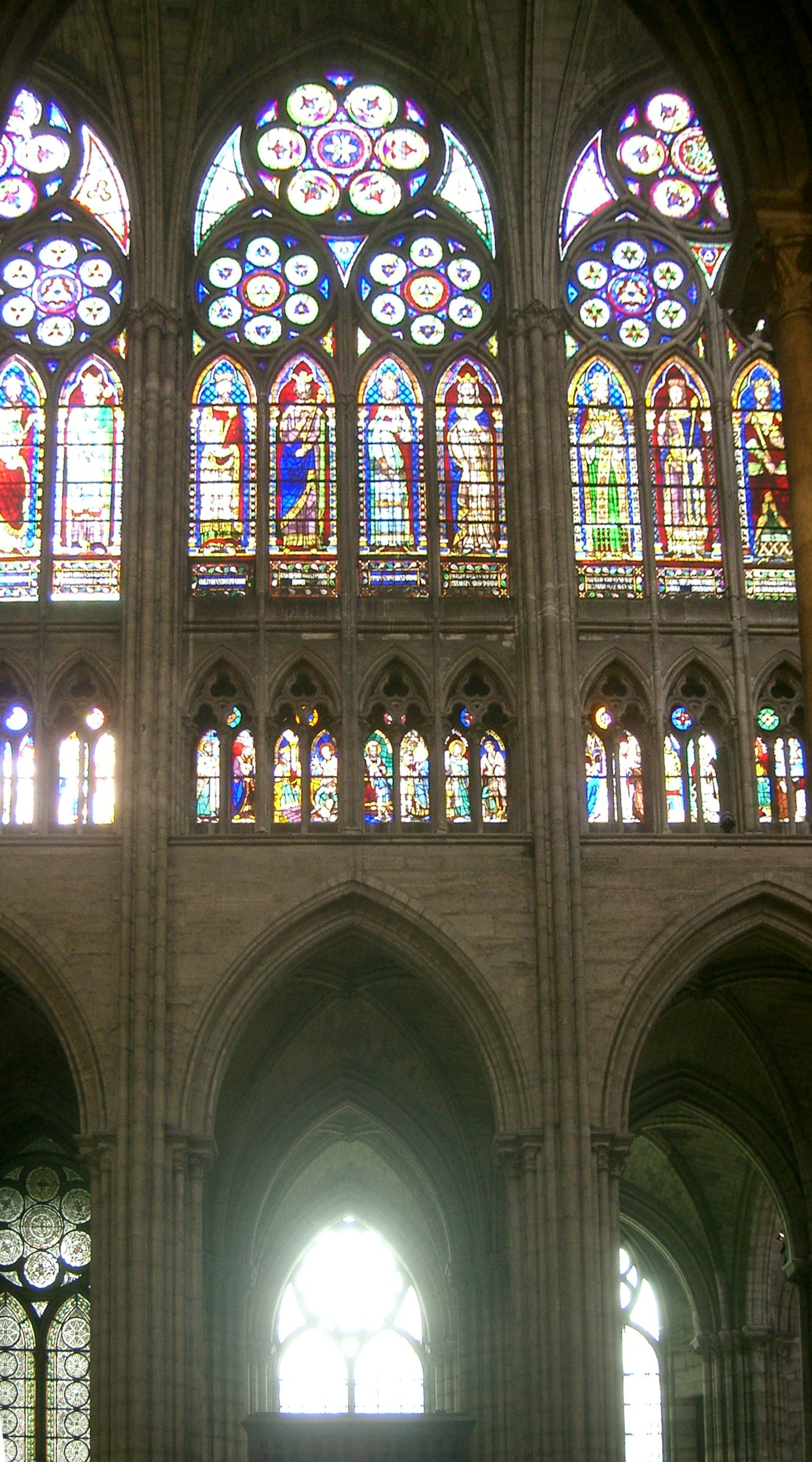
Triforiu în bazilica Saint-Denis

Triforiul (din latină tri- (trei-) și foris (ușă, deschidere)) este o tribună îngustă, susținută de colonete (coloane subțiri), care au deschidere doar spre nava centrală mai ales în bazilicile romanice și gotice, deasupra nivelului navelor laterale. Formează un etaj mijlociu între arcadele de la parter și cleristoriu, zona ferestrei naosului central.

Poziția triforiului (Trifório) cu deschidere spre nava centrală

## Etimologie
Derivarea adesea pretinsă a termenului din latină tri- (trei-) și foris (ușă, deschidere) în sensul de „deschidere triplă” este probabil incorectă, deoarece prima utilizare a termenului a fost în raportul călugărului medieval Gervasius la reconstrucția Catedralei din Canterbury din 1185 se referă la coridoare cu și fără deschideri triple. Gervasius scrie despre biserica romanică anterioară: supra quem murum via erat quae triforium appelatur („peste acest zid era o potecă numită triforium”). Acesta relatează despre faptele maestrului constructor despre noua clădire care se află și astăzi (construită din 1175): „triforium inferius multis intexuit columpnis marmoreis. Super quod triforium aliud quoque ex alia materia et fenestras superiores aptavit.” („A adăugat multe coloane de marmură la triforul inferior. Deasupra acestuia a adăugat un alt triforiu din material diferit și ferestrele superioare.”)